# Terry McGovern
Terry McGovern (Johnstown, 9 de março de 1880 - Nova Iorque, 22 de fevereiro de 1918) foi um pugilista americano, campeão mundial dos pesos-galos entre 1899 e 1890, e depois campeão mundial dos pesos-penas entre 1900 e 1901.

## Biografia
McGovern iniciou sua carreira no boxe de forma adversa, em 1897, sofrendo uma derrota por desqualificação. No entanto, dois anos mais tarde, já com trinta vitórias no currículo, McGovern havia se colocado em posição de disputar o título mundial dos pesos-galos.
Enfrentando o grande campeão britânico Pedlar Palmer, que até então estava invicto na carreira, McGovern precisou de apenas um round para nocautear Pedlar e se transformar no novo campeão mundial dos pesos-galos.
Após se tornar campeão mundial dos pesos-galos em 1899, no ano seguinte McGovern decidiu abandonar seu título e subir de categoria, com a intenção de desafiar o título mundial do campeão dos pesos-penas George Dixon.
Realizada logo no início de 1900, a luta entre Dixon e McGovern durou oito assaltos emocionantes, ao longo dos quais McGovern sofreu sua primeira queda na carreira. Todavia, apesar da grande experiência de Dixon, toda juventude e agressividade de McGovern acabaram prevalecendo, quando no oitavo assalto McGovern levou Dixon à lona três vezes, antes do técnico de Dixon solicitar a interrupção da luta. Declarado vencedor do combate, por nocaute técnico, McGovern então havia se tornado campeão mundial dos pesos-penas.
Uma vez campeão mundial dos penas, entre 1900 e 1901, McGovern conseguiu fazer seis defesas bem sucedidas de seu título mundial. Nesse ínterim, Mcgovern conseguiu uma expressiva vitória sobre o então campeão mundial dos pesos-leves Frank Erne, além de uma controvertida vitória sobre o legendário Joe Gans, em uma luta supostamente arranjada para McGovern vencer.
Então, no final de 1902, McGovern colocou seu título mundial em disputa contra Young Corbett II, um pugilista que vinha ascendendo na carreira, mas que ainda não gozava de fama perante o público em geral. A luta entre McGovern e Corbett foi um furioso combate, aonde ambos lutadores trocaram quedas no primeiro round, mas que terminou com Corbett nocauteando de vez o campeão no segundo assalto. Derrotado por nocaute, pela primeira vez na carreira, McGovern teve seu título capturado por Young Corbett.
Posteriormente, em 1903, McGovern tentou recuperar seu título mundial dos pesos-penas, em uma revanche contra Corbett. Todavia, uma vez mais, McGovern terminou sendo nocauteado por Corbett. Após seus fracassos contra Corbett, McGovern seguiu lutando erraticamente até 1908, quando enfim decidiu parar de boxear.
Uma vez aposentado, McGovern começou a apresentar problemas de saúde, tendo sido internado diversas vezes em sanatórios, antes de vir a falecer em 1918, aos 37 anos de idade. Sem dúvida um dos maiores nocauteadores pesos-penas da história do boxe, McGovern foi capaz de nocautear seus adversários em 44 oportunidades, dentre suas 60 vitórias obtidas na carreira.
Em 1990, Terry McGovern fez parte da primeira seleção de boxeadores que entraram para galeria dos mais distintos boxeadores de todos os tempos, que hoje possuem seus nomes imortalizados na história pelo International Boxing Hall of Fame.